# Olympische Winterspiele 2006/Teilnehmer (Finnland)
| Gelbes Symbol für Goldmedaillen mit stilisierten Olympischen Ringen | Graues Symbol für Silbermedaillen mit stilisierten Olympischen Ringen | Braundes Symbol für Bronzemedaillen mit stilisierten Olympischen Ringen |
| ------------------------------------------------------------------- | --------------------------------------------------------------------- | ----------------------------------------------------------------------- |
| —                                                                   | 6                                                                     | 3                                                                       |

Finnland nahm an den Olympischen Winterspielen 2006 im italienischen Turin mit einer Delegation von 92 Athleten teil.

## Teilnehmer nach Sportarten

### Biathlon
- Paavo Puurunen
10 km Sprint, Männer: 45. Platz – 28:57,3 min (2 Schießfehler)
12,5 km Verfolgung, Männer: 22. Platz – +2:41,0 min (1 Schießfehler)
15 km Massenstart, Männer: 4. Platz – 47:43,7 min (0 Schießfehler)
20 km Einzel, Männer: 12. Platz – 56:38,9 min (1 Schießfehler)

### Curling
- Markku Uusipaavalniemi (Skip)
- Wille Mäkelä (Third)
- Kalle Kiiskinen (Second)
- Teemu Salo (Lead)
- Jani Sullanmaa (Ersatz)
Herren: Silbermedaille

### Eishockey
Männer
| Torhüter: - Fredrik Norrena (Linköping HC) - Antero Niittymäki (Philadelphia Flyers) - Kari Lehtonen (Atlanta Thrashers) Verteidiger: - Aki-Petteri Berg (Toronto Maple Leafs) - Toni Lydman (Buffalo Sabres) - Teppo Numminen (Buffalo Sabres) - Joni Pitkänen (Philadelphia Flyers) - Sami Salo (Vancouver Canucks) - Kimmo Timonen (Nashville Predators) - Ossi Väänänen (Colorado Avalanche) | Stürmer: - Jukka Hentunen (HC Lugano) - Jussi Jokinen (Dallas Stars) - Olli Jokinen (Florida Panthers) - Niko Kapanen (Dallas Stars) - Sami Kapanen (Philadelphia Flyers) - Mikko Koivu (Minnesota Wild) - Saku Koivu (Montréal Canadiens) - Antti Laaksonen (Colorado Avalanche) - Jere Lehtinen (Dallas Stars) - Antti Miettinen (Dallas Stars) - Ville Peltonen (HC Lugano) - Jarkko Ruutu (Vancouver Canucks) - Teemu Selänne (Mighty Ducks of Anaheim) |

- Silbermedaille

Frauen
| Torhüterinnen: - Maija Hassinen (Ilves Tampere) - Noora Räty (Blues Espoo) Verteidigerinnen: - Satu Kiipeli (IHK) - Kati Kovalainen (IHK) - Hanna Kuoppala (Blues Espoo) - Emma Laaksonen (Blues Espoo) - Terhi Mertanen (Oulun Kärpät) - Heidi Pelttari (Ilves Tampere) - Saija Sirviö (Oulun Kärpät) | Stürmerinnen: - Satu Tuominen (Blues Espoo) - Sari Fisk (Blues Espoo) - Oona Parviainen (Blues Espoo) - Mari Saarinen (Ilves Tampere) - Satu Hoikkala (Oulun Kärpät) - Nora Tallus (IHK) - Eveliina Similä (Ilves Tampere) - Saara Tuominen (Ilves Tampere) - Mari Pehkonen (University of Minnesota-Duluth) - Marja-Helena Pälvilä (Oulun Kärpät) - Karoliina Rantamäki (Blues Espoo) |

- 4. Platz

### Eiskunstlauf
- Kiira Korpi
Einzel, Damen: 16. Platz – 137,20 Pkt.
- Susanna Pöykiö
Einzel, Damen: 13. Platz – 143,22 Pkt.

### Eisschnelllauf
- Janne Hänninen
500 m, Herren: 15. Platz – 1:11,25 min
1000 m, Herren: 25. Platz – 1:10,83 min
- Pekka Koskela
500 m, Herren: 10. Platz – 1:11,09 min
1000 m, Herren: 31. Platz – 1:11,45 min
- Mika Poutala
500 m, Herren: 22. Platz – 1:11,74 min
1000 m, Herren: 26. Platz – 1:11,03 min
- Risto Rosendahl
1000 m, Herren: 37. Platz – 1:12,60 min
1500 m, Herren: 24. Platz – 1:49,51 min

### Freestyle
- Sami Mustonen
Buckelpiste, Herren: 22. Platz – 21,57 Pkt. (Qualifikation)
- Tapio Luusua
Moguls, Herren: 5. Platz
- Janne Lahtela
Buckelpiste, Herren: 16. Platz – 22,65 Pkt.
- Mikko Ronkainen
Buckelpiste, Herren: Silbermedaille – 26,62 Pkt.
- Juuso Lahtela
Moguls, Herren: 8. Platz

### Ski Alpin
- Kalle Palander
Riesenslalom, Herren: 9. Platz – 2:36,82 min
Slalom, Herren: im 2. Durchgang disqualifiziert
- Tanja Poutiainen
Riesenslalom, Frauen: Silbermedaille – 2:09,86 min
Slalom, Frauen: 6. Platz – 1:30,79 min
- Henna Raita
Slalom, Frauen: 20. Platz – 1:32,33 min
- Jukka Rajala
Riesenslalom, Herren: 22. Platz – 2:41,40 min
Slalom, Herren: im 1. Durchgang ausgeschieden

### Ski Nordisch
| Langlauf Männer - Sami Jauhojärvi Sprint Freistil: 61. Platz – 2:28,42 min (Qualifikation) 15 km klassisch: 9. Platz – 39:15,3 min Doppelverfolgung: 20. Platz – 1:17:28,0 h 4 × 10 km Staffel: 10. Platz – 1:46:36,1 h - Teemu Kattilakoski 50 km Freistil: 43. Platz – 2:09:26,2 h 4 × 10 km Staffel: 10. Platz – 1:46:36,1 h - Lauri Pyykönen Sprint Freistil: 6. Platz im Viertelfinale, somit 27. Platz 15 km klassisch: 54. Platz – 42:10,4 min Teamsprint klassisch: 5. Platz – 17:21,5 min - Ville Nousiainen 50 km Freistil: ausgeschieden - Keijo Kurttila Sprint Freistil: 5. Platz im Viertelfinale, somit 23. Platz Teamsprint klassisch: 5. Platz – 17:21,5 min - Tero Similä 15 km klassisch: 32. Platz – 40:44,5 min Doppelverfolgung: 33. Platz – 1:19:31,5 h 4 × 10 km Staffel: 10. Platz – 1:46:36,1 h - Olli Ohtonen 15 km klassisch: 48. Platz – 41:47,4 min 50 km Freistil: 52. Platz – 2:11:54,7 h 4 × 10 km Staffel: 10. Platz – 1:46:36,1 h | Langlauf Frauen - Virpi Kuitunen Sprint Freistil: 1. Platz im B-Finale, somit 5. Platz 10 km klassisch: 9. Platz – 28:51,4 min 30 km Freistil: ausgeschieden 4 × 5 km Staffel: 7. Platz – 55:55,8 min Teamsprint klassisch: Bronzemedaille – 16:39,2 min - Aino-Kaisa Saarinen Sprint Freistil: 6. Platz im Viertelfinale, somit 26. Platz 10 km klassisch: 7. Platz – 28:29,6 min 30 km Freistil: 17. Platz – 1:25:41,8 h 4 × 5 km Staffel: 7. Platz – 55:55,8 min Teamsprint klassisch: Bronzemedaille – 16:39,2 min - Kati Venäläinen Sprint Freistil: 6. Platz im Viertelfinale, somit 29. Platz 10 km klassisch: 43. Platz – 31:04,9 min 30 km Freistil: ausgeschieden 4 × 5 km Staffel: 7. Platz – 55:55,8 min - Riitta-Liisa Lassila 10 km klassisch: 35. Platz – 30:28,4 min 30 km Freistil: 23. Platz – 1:26:55,4 h Doppelverfolgung: 13. Platz – 43:35,3 min 4 × 5 km Staffel: 7. Platz – 55:55,8 min - Kirsi Välimaa Doppelverfolgung: 34. Platz – 45:45,4 min - Elina Hietamäki |

| Nordische Kombination - Hannu Manninen Einzel (Normalschanze K106/15 km): 9. Platz, +1:35,6 min Sprint (Großschanze K125/7,5 km) : 12. Platz - Jaakko Tallus Einzel (Normalschanze K106/15 km): 5. Platz, +17,3 s Sprint (Großschanze K125/7,5 km) : 5. Platz - Anssi Koivuranta Einzel (Normalschanze K106/15 km): 25. Platz, +3:52,7 min Sprint (Großschanze K125/7,5 km) : 11. Platz - Janne Ryynänen Sprint (Großschanze K125/7,5 km) : 37. Platz - Antti Kuisma Einzel (Normalschanze K106/15 km): 17. Platz, +2:49,2 min | Skispringen - Janne Ahonen Normalschanze, Einzel: 6. Platz – 261,5 Pkt. Großschanze, Einzel: 9. Platz – 234,1 Pkt. Großschanze, Mannschaft: Silbermedaille – 976,6 Pkt. - Matti Hautamäki Normalschanze, Einzel: Silbermedaille – 265,5 Pkt. Großschanze, Einzel: 5. Platz – 242,4 Pkt. Großschanze, Mannschaft: Silbermedaille – 976,6 Pkt. - Tami Kiuru Normalschanze, Einzel: 31. Platz – 113,0 Pkt. Großschanze, Einzel: 18. Platz – 214,0 Pkt. Großschanze, Mannschaft: Silbermedaille – 976,6 Pkt. - Risto Jussilainen Großschanze, Einzel: 35. Platz – 91,7 Pkt. - Janne Happonen Normalschanze, Einzel: 28. Platz – 225,0 Pkt. Großschanze, Mannschaft: Silbermedaille – 976,6 Pkt. |

### Snowboard
- Antti Autti
Halfpipe, Herren: 5. Platz – 39,1 Pkt.
- Janne Korpi
Halfpipe, Herren: 20. Platz (Qualifikation)
- Markku Koski
Halfpipe, Herren: Silbermedaille – 41,5 Pkt.
- Risto Mattila
Halfpipe, Herren: 10. Platz – 35,8 Pkt.
- Niina Sarias
Parallel-Riesenslalom, Frauen: 24. Platz – 1:24,96 min (Qualifikation)